# Ивановка (Куюргазинский район)
Ивановка (баш. Ивановка) — деревня в Куюргазинском районе Республики Башкортостан Российской Федерации. Входит в состав Шабагишского сельсовета.

## География

### Географическое положение
Расстояние до:
- районного центра (Ермолаево): 16 км,
- центра сельсовета (Шабагиш): 4 км,
- ближайшей ж/д станции (Кумертау): 6 км.

## История
До 10 сентября 2007 года называлась деревней Ивановский 4-й.

## Население
| 2002 | 2009 | 2010 |
| ---- | ---- | ---- |
| 63   | ↗74  | ↗107 |